# Conrado del Campo

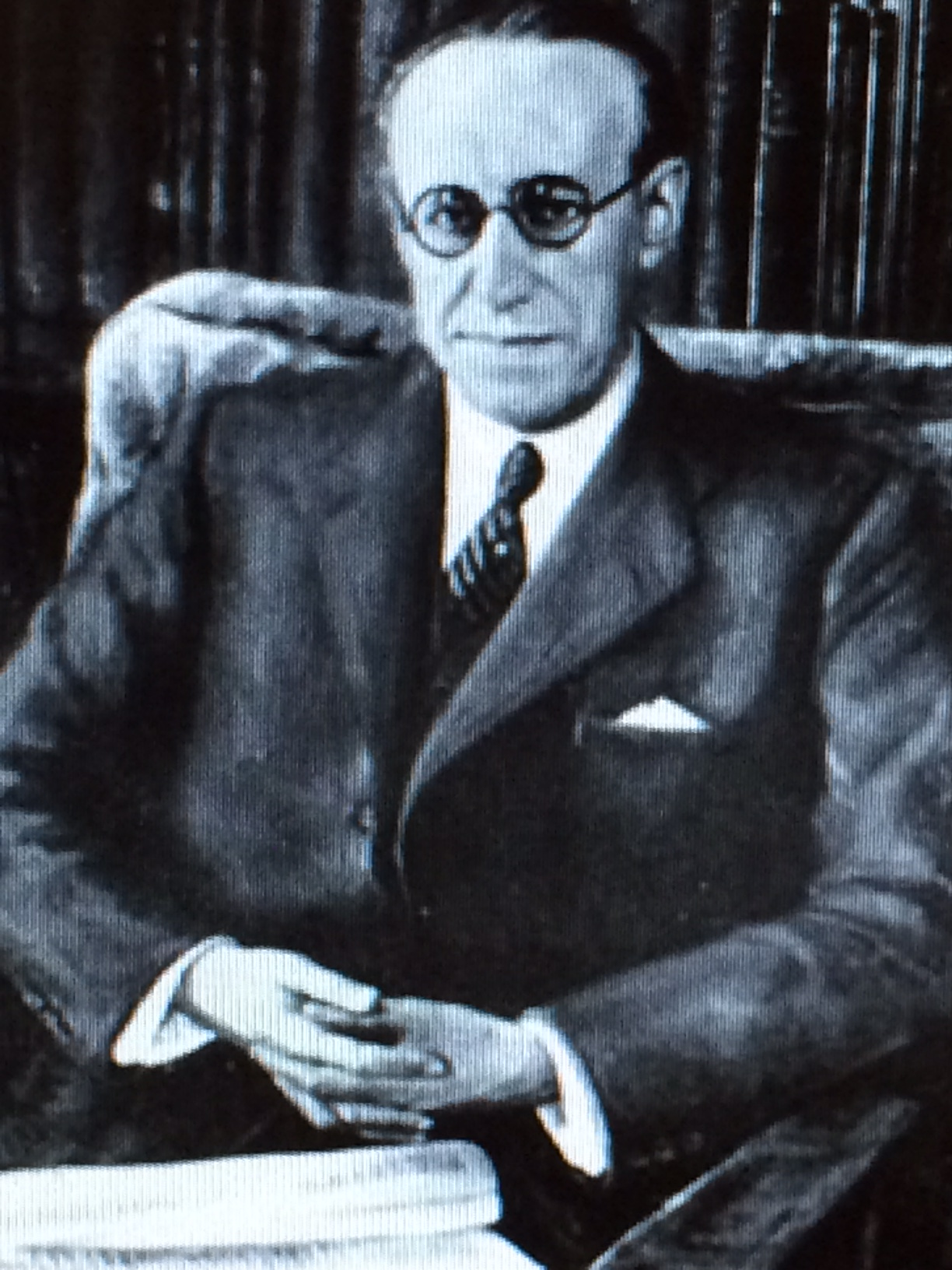
Del Campo

Conrado del Campo y Zabaleta, född 28 oktober 1878 i Madrid, död där 17 mars 1953, var en spansk tonsättare.
Campo var en högt skattad lärare vid Madrids konservatorium, en av sin tids främsta spanska kompositörer och framträdde även som musikförfattare. Han skrev en rad operor, orkesterfantasier (bland andra Granada och Don Juan de España), kammarmusik, körverk och andra vokala verk. Han kallades "den spanske Richard Strauss".